# 大菩薩峠
大菩薩峠（だいぼさつとうげ）は、山梨県甲州市塩山上萩原と北都留郡小菅村鞍部の境にある峠。標高1,897 m。大菩薩嶺（標高2,057m）の南方約2kmに位置する尾根の鞍部である。

## 概要
国中方面からは、萩原越や大菩薩越、青梅通とも称された。『甲斐国志』によれば「大菩薩」の由来は複数あり、源義光（新羅三郎）が峠越えの際に八幡大菩薩に祈念したとする説、あるいは上萩原の神部神社に由来するとする説が紹介されている。そのほかにも、位の高い僧が峠に菩薩像を埋めて、水が湧き出て峠の西と東に清流となって流れ落ちるように祈願したところ、その水は東に多摩川、西に笛吹川をつくったといわれる伝説があるほか、かつての峠に妙見大菩薩（みょうけんだいぼさつ）が祀られていたともいわれている。
1913年（大正2年）から1944年（昭和19年）の32年にわたって『都新聞』に連載された、中里介山の未完の大河小説『大菩薩峠』で広く知名度があり、大菩薩峠から流れ出す多摩川流域の自然や、そこを往来した人々に触れたことで介山の人格や思想形成に大きく影響したともいわれている。1954年（昭和29年）には記念碑が立てられ、介山祭も開かれている。
紅葉の名所で、毎年、10月の中旬から下旬にかけて見頃となる。

## 歴史
古来、修験道の山岳修業の場だったといわれている。
江戸時代までは武蔵国と甲斐国を結ぶ甲州道中の裏街道であった青梅街道の重要な峠として利用され、青梅街道の最大の難所でもあった。峠を越えると街道は北都留郡丹波山村を通過する丹波山通と小菅村を通過する小菅道に分かれ、武州川野村（現在の東京都西多摩郡奥多摩町）で再び合流した。峠より以西では、両村からの米や塩、木材など物資の輸送にも利用された。現在の峠は近年に認定されたものであり、江戸時代からの街道としての旧峠は賽の河原という地名で残っている。
1878年（明治11年）、青梅街道は県令藤村紫朗の主導した道路改修により柳沢峠を開削した新ルートに変更され、現在は柳沢峠にその役目を譲っている。近年は景勝地として、山小屋などが整備されている。また1969年（昭和44年）に発生した共産主義者同盟赤軍派（赤軍派）による大菩薩峠事件（「革命蜂起」のための大規模な軍事訓練を行っていたところを摘発された）でも有名である。

## ハイキングコース
峠まで登るルートは甲州市側の上日川峠と小菅村側の橋立集落からそれぞれある。他には大菩薩連嶺を縦走する方法もある。利用者が一番多いのは甲州市側の上日川峠からのコースで、最短ルートである。車両での通行は上日川峠から山小屋福ちゃん荘までは通行可能であるがタクシー及び福ちゃん荘利用者のみ利用可能である。
明治時代初めごろまで使われた大菩薩峠へ至るかつての青梅街道のルートは人気のハイキングコースとなっており、甲州市では8月中旬には「大菩薩峠登山競走大会」が開催される。
峠(山小屋・介山荘付近)周辺はカヤトで、甲府盆地の向こうに南アルプスが、また南方には富士山の広大な眺望が開けている。

## 巣鴨学園大菩薩峠越え強歩大会
巣鴨中学校・高等学校では、心身修養のため、毎年5月に全校生徒を対象に大菩薩峠越え強歩大会を実施している。深夜2時から出発し、日中に歩く場合に比べて多くの危険が伴い、安全確保のために教師や卒業生がコース上で見張りに立っている。

## 大菩薩峠事件
1969年11月5日大菩薩峠登山道の山小屋「福ちゃん荘」でブント系新左翼の赤軍派が軍事演習しているところ、警視庁に一網打尽され53人が逮捕された。